# Överkalix
Överkalix (em sueco) ou Ylikainus (em finlandês) é uma localidade sueca situada na província histórica de Norrbotten. Tem cerca de 946 habitantes, e é sede da comuna de Överkalix. Överkalix está situada na margem do rio Cálix, a cerca de 100 km de Luleå.